# Набережное (Тернопольская область)
Набережное (укр. Набережне) — село в Золотопотокской поселковой общине Чортковского района Тернопольской области Украины.
До 2020 года входило в Бучачский район.
Код КОАТУУ — 6121283003. Население по переписи 2001 года составляло 232 человека.

## Географическое положение
Село Набережное находится в излучине реки Днестр,
выше и
ниже по течению на расстоянии в 3 км расположено село Космирин,
на противоположном берегу — село Долина.

## История
- Село известно с XVIII века под названием Повыли.
- В 1963 году переименовано в село Набережное.

## Объекты социальной сферы
- Школа I ст.